# ألعاب الصداقة

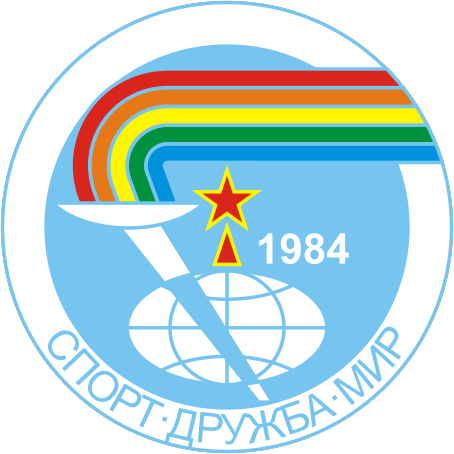

ألعاب الصداقة أو صداقة 84 (بالروسية:Дружба-84) هو حدث عالمي حدث متعدد الرياضات بدأ بتاريخ 2 يوليو وانتهى في 16 سبتمبر 1984 في الاتحاد السوفيتي وبمشاركة ثمان من الدول الاشتراكية التي قاطعت الألعاب الأولمبية الصيفية 1984 في لوس أنجلوس.